# David Prieto
David Prieto (ur. 25 stycznia 1983 w Sewilli) – hiszpański piłkarz, gracz Sevilla FC, obecnie wypożyczony do CD Tenerife.

## Kariera
Jest wychowankiem Sewilli, w której pierwszy występ w lidze zaliczył 6 lutego 2005 w wygranym 3–0 spotkaniu z Levante UD. Sezon zakończył z czterema meczami na koncie.
W sezonie 2006–2007 zwyciężył z Sevilla FC B w rozgrywkach rezerw, a w lipcu 2006 został na rok wypożyczony do występującego w Segunda División Xerez CD. W kolejnym sezonie rozegrał osiem spotkań w lidze, a Sevilla zakończyła rozgrywki na piątej pozycji i zakwalifikowała się do Pucharu UEFA.
Przed sezonem 2008–2009 otrzymał koszulkę z numerem 16, z którym grał przed śmiercią Antonio Puerta. Klub chciał, by numer tragicznie zmarłego piłkarza został zastrzeżony, jednak nie zgodziła się na to hiszpańska federacja. Według obowiązujących w Hiszpanii przepisów, kluby muszą używać numerów od 1 do 25 dla piłkarzy pierwszej drużyny. Latem 2009 ponownie został wypożyczony do Xerez, a w 2010 roku do CD Tenerife.